# Entweder – oder
Entweder – oder ist eine Schnellpolka von Johann Strauss Sohn (op. 403). Das Werk wurde am 14. Februar 1882 im Sofienbad-Saal in Wien erstmals aufgeführt.

## Einzelnachweis
1. ↑  Quelle: Englische Version des Booklets (Seite 54) in der 52 CDs umfassenden Gesamtausgabe der Orchesterwerke von Johann Strauß (Sohn), Hrsg. Naxos (Label). Das Werk ist als sechster Titel auf der 18. CD zu hören.